# Rzymskokatolicki cmentarz parafialny w Suwałkach
Rzymskokatolicki cmentarz parafialny w Suwałkach – cmentarz społeczności rzymskokatolickiej Suwałk. Nekropolia należy do parafii konkatedralnej św. Aleksandra, położona jest przy ul. Zarzecze w zachodniej części miasta. Został otwarty w 1820 roku i do dziś pozostaje największym suwalskim cmentarzem.
W najstarszej części cmentarza zlokalizowane są zabytkowe nagrobki i figury nagrobne, znajduje się tu również neogotycka kaplica cmentarna pw. Przemienienia Pańskiego, którą zbudowano w 1854 roku według projektu Karola Majerskiego. Wśród pochówków na cmentarzu znajdują się groby znanych suwalczan, m.in. Teofila Noniewicza, Edwarda Szczepanika, ks. Jerzego Zawadzkiego.

## Lokalizacja
Cmentarz położony jest w zachodniej części miasta przy ul. Bakałarzewskiej, która jest częścią drogi wojewódzkiej nr 653. Najstarsza brama główna znajduje się od strony ul. Zarzecze. W pobliżu przepływa rzeka Czarna Hańcza. W sąsiedztwie cmentarza znajduje się Stadion Miejski i Osiedle Piastowskie.
Cmentarz graniczy z nekropoliami innych wyznań: ewangelickim, prawosławnym (w tym greckokatolickim), żydowskim i muzułmańskim. Zespół wszystkich cmentarzy został wpisany w 1986 roku do rejestru zabytków i objęty ochroną prawną.

## Historia
Początki rzymskokatolickiego cmentarza parafialnego w Suwałkach sięgają 1820 roku, gdy miejsce pochówku mieszkańców zostało przeniesione z lokalizacji przy współczesnym parku Konstytucji 3 Maja. Poprzednia nekropolia posiadała drewniany kościół zbudowany w czasach lokacji kamedulskiej. Świątynia i cmentarz zajmowały teren w centrum miasta przy rynku o powierzchni ok. 1,8 ha. Po stuletnim użytkowaniu kościół znalazł się w złym stanie. Stan konstrukcji nadszarpnęła dodatkowo gwałtowna burza w 1818 roku. Rok później podjęto decyzję o budowie nowego kościoła. W 1820 roku w związku z rozpoczęciem prac budowlanych świątyni oraz toczącymi się w mieście pracami regulacyjnymi cmentarz przeniesiono za Czarną Hańczę. Na nowej nekropolii wybudowano drewnianą kaplicę. Niedługo później w jego sąsiedztwie powstały również cmentarze innych wyznań.
Cmentarz, parkan i kaplica cmentarna były wówczas utrzymywane ze składek parafian. W lipcu 1852 roku Gubernator Cywilny Augustowski wydał reskrypt nakazujący rozszerzenie cmentarza ze względu na brak miejsc grzebalnych. W 1854 roku na cmentarzu w miejscu drewnianej kaplicy wybudowano nową murowaną pod wezwaniem Przemienienia Pańskiego według projektu suwalskiego architekta Karola Majerskiego. Drewno ze starej kaplicy sprzedano, zaś nową kaplicę zbudowano z kamieni granitowych.
Na początku XXI wieku w starej części cmentarza miały miejsce akty dewastacji – kradzieże zabytkowych kamiennych nagrobków oraz metalowych krzyży i elementów ogrodzeń pomników.

## Układ cmentarza
Cała nekropolia ma kształt litery "L". Najstarszy fragment położony jest na rzucie prostokąta. Pośrodku tej części znajduje się główna aleja nekropolii, rozciągająca się od głównej bramy przy ul. Zarzecze do końca cmentarza, okala kaplicę, która kończy najstarszą część nekropolii. Aleja dzieli nekropolię na części południową (nowszą) i północną (starszą). Tylko w niektórych miejscach od niej odchodzą ścieżki w prawą i lewą stronę. W nowszych odcinkach cmentarza znajdują się odchodzące od głównej alei prostopadłe ścieżki.
Młodszy fragment nekropolii nieco się rozszerza. Na tym odcinku znajdują się nagrobki głównie z drugiej połowy XX wieku. Ten fragment kończy się przy ul. Grunwaldzkiej. Na początku XXI wieku cmentarz został rozbudowany w stronę południową. Współcześnie jest to jego najnowsza część. Cmentarz jest ogrodzony kamiennym murem.
Pierwotnie układ nagrobków nie był regulowany żadnymi wytycznymi, nie istniał plan cmentarza. Z tego powodu groby rozlokowane są chaotycznie, jeden rząd często rozgałęzia się w kilka lub zanika, nie istnieją dróżki pomiędzy rzędami.

## Nagrobki i pomniki

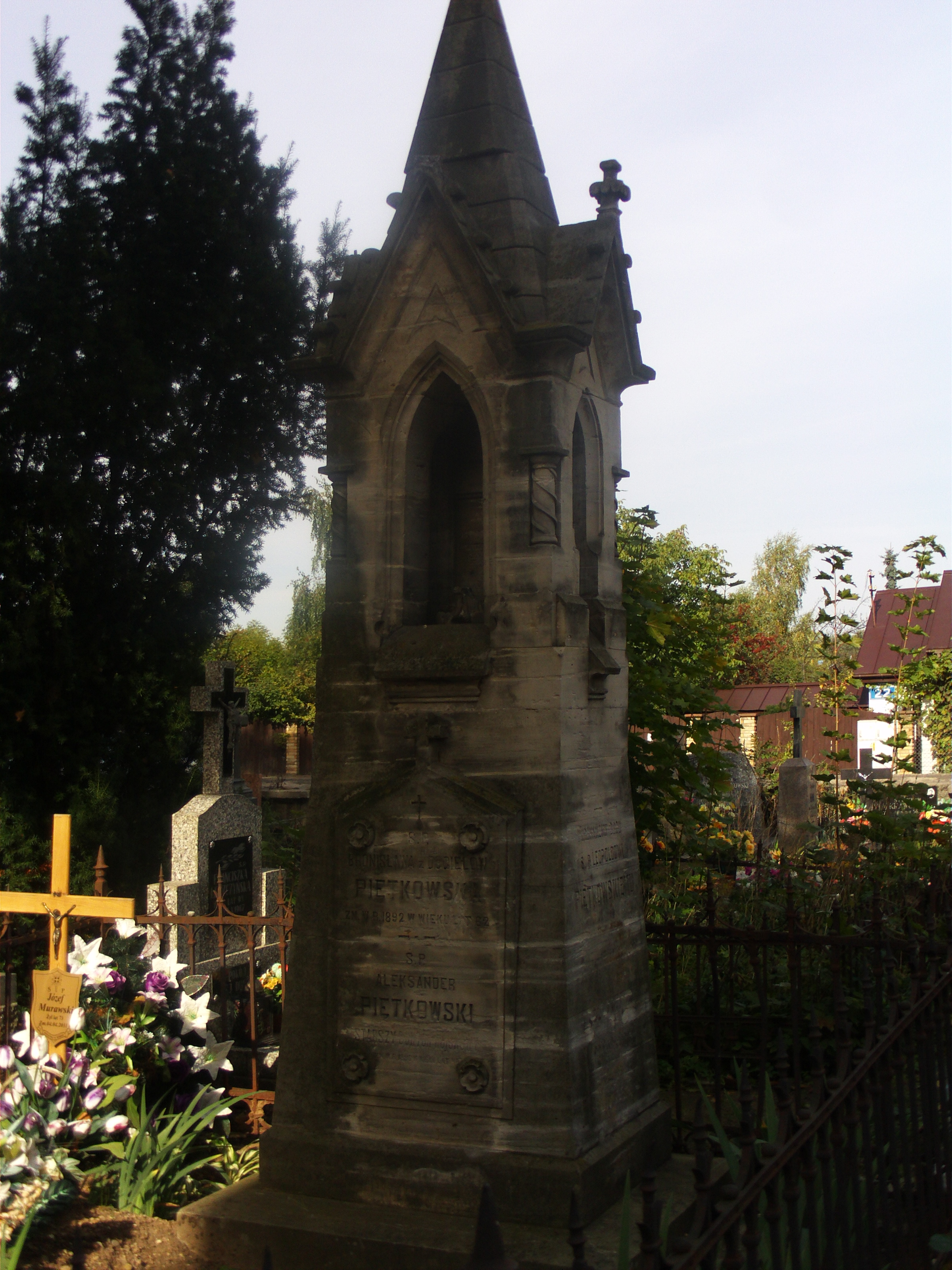
Pomnik znajdujący się w starej części cmentarza, wyróżniający się specyficzną formą kapliczki ze spadzistym daszkiem, jest ogrodzony żeliwnym płotkiem z bramką

W najstarszej części cmentarza znajdują się zabytkowe pomniki, niemniej często obok pomników z XIX wieku znajdują się nagrobki z drugiej połowy XX wieku. Starsze groby są często zaniedbane i zniszczone. Duża część nagrobków pozbawionych jest mogił i płyt nagrobnych. Zachowały się tylko pomniki lub cokoły, niekiedy przewrócone lub zakopane. Niekiedy nagrobki są zarośnięte roślinnością, co powoduje problemy z odczytaniem inskrypcji, szczególnie na najstarszych nagrobkach. Część nagrobków nie stoi na swoim pierwotnym miejscu. Istnieją również takie, które zostały użyte dwukrotnie: pochówki zostały odnotowane z obu stron płyty. Przypuszczalnie są to efekty oszczędności kamieniarzy bądź rodziny zmarłego.
W starej części cmentarza znajdują się pomniki o wartości artystycznej. Zachowało się wiele nagrobków z kamiennymi krzyżami stylizowanymi na pnie drzew. Duża część pochówków posiada bogato zdobione krzyże żeliwne. Niewiele zachowało się w całości nagrobków żeliwnych. Najbardziej reprezentacyjne pomniki cmentarza znajdują się obok kaplicy, są to m.in. pochówki zasłużonych suwalczan (ks. Jerzego Zawadzkiego, Edwarda Szczepanika i in.).
Nowsze odcinki cmentarza charakteryzują się większym uporządkowaniem, aczkolwiek znajdują się tu również pomniki pochodzące z XIX i początku XX wieku. Często sąsiadują z nagrobkami z lat późniejszych. Po prawej stronie od głównej alei (od strony ul. Bakałarzewskiej) takich pomników jest więcej, niż po lewej. Przy głównej alei znajduje się również pomnik nieznanego żołnierza.
Nekropolia odzwierciedla zamożność społeczności na przekroju wieków. Możliwe jest odczytanie stanu majątkowego pochowanych oraz stosunek do nich ich bliskich. Ze względu na lokalizację oraz reprezentacyjność poszczególnych pomników da się określić, jak znaczące były poszczególne rodziny w Suwałkach w danym okresie. To zjawisko można zaobserwować w najstarszej części cmentarza.

### Mogiła zbiorowa siedmiu ofiar terroru niemieckiego
Mogiła zbiorowa siedmiu ofiar terroru niemieckiego mieści się w północno-wschodniej części cmentarza, nieopodal ogrodzenia od strony ul. Grunwaldzkiej. Zostało w niej pochowanych siedem ofiar zabitych przez hitlerowców w os. Raczki dnia 22 października 1944 roku. Jest to kamienny pomnik z krzyżem i tablicą memoratywną. Na ziemi umieszczono siedem płyt. Pochówek ma ogrodzenie żeliwne.
|   | Nazwisko   | Imię      | Urodzony |
| - | ---------- | --------- | -------- |
| 1 | Balcer     | Sławomir  | 1925     |
| 2 | Balcer     | Władysław | 1907     |
| 3 | Bujnowski  | Piotr     | 1910     |
| 4 | Dąbrowski  | Sebastian | 1907     |
| 5 | Krejpcio   | Antoni    | 1904     |
| 6 | Paliński   | Zygmunt   | 1904     |
| 7 | Surażyński | Andrzej   | 1911     |

### Mogiła zbiorowa pięciu ofiar terroru niemieckiego
Mogiła zbiorowa pięciu ofiar terroru niemieckiego mieści się w północno-wschodniej części cmentarza, nieopodal ogrodzenia od strony ul. Grunwaldzkiej i mogiły zbiorowej siedmiu ofiar terroru niemieckiego. Zostało w niej pochowanych pięć ofiar zabitych przez hitlerowców. Jest to kamienny pomnik z centralnie umieszczonym krzyżem i tablicą memoratywną. Na ziemi położono pięć płyt i postawiono żeliwne ogrodzenie.
|   | Nazwisko    | Imię      | Urodzony |
| - | ----------- | --------- | -------- |
| 1 | Bokuniewicz | Antoni    | 1899     |
| 2 | Horn        | Janina    | 1909     |
| 3 | Smolarczyk  | Eugeniusz | 1922     |
| 4 | Smolarczyk  | Irena     | 1925     |
| 5 | Smolarczyk  | Marianna  | 1901     |

### Pomnik poległych w powstaniu sejneńskim
Przy głównej alei znajduje się mogiła zbiorowa żołnierzy Polskiej Organizacji Wojskowej poległych w powstaniu sejneńskim dnia 25 sierpnia 1919 roku. Ciała ofiar przywieziono z Sejn, a pogrzeb odbył się 28 sierpnia. Wśród jedenastu pochowanych powstańców jednego nie rozpoznano. Na pomniku znajduje się data rozpoczęcia powstania sejneńskiego – 23 VIII 1919, tablica z listą poległych, odznaka POW oraz napis:

Z WASZEJ KRWI I DUSZ MĘKI
CHRZEST PRZYJĘŁA
WOLNOŚĆ RZECZYPOSPOLITEJ

Powstańcy sejneńscy
1. Butkiewicz Konstanty
2. Chełmiński Stefan
3. Grzymkowski Jan
4. Laskowski Bronisław
5. Romanowski Feliks
6. Rukat Ireneusz
7. Rynkowski Edward
8. Słuchocki Władysław
9. Weitman Jan
10. Zawadzki Wacław
11. NN

### Kwatera żołnierzy Polskiej Organizacji Wojskowej
Przy głównej alei znajduje się kwatera żołnierzy Polskiej Organizacji Wojskowej z lat 1919–1920. Znajduje się w niej 77 pojedynczych mogił usytuowanych w dwóch rzędach. W tym miejscu znajdują się także dwie mogiły wojskowych z II wojny światowej. Większość pochówków to prochy nieznanych żołnierzy.
W kwaterze znajduje się również pomnik poświęcony żołnierzom Obywatelskiej Armii Krajowej i Organizacji Wolność i Niezawisłość poległym w latach 1945–1954, a także pomnik poświęcony 120 żołnierzom Pułku Ułanów Grochowskich im. gen. Józefa Dwernickiego w Suwałkach poległych w latach 1917–1920.
|    | Nazwisko     | Imię       | Data śmierci |
| -- | ------------ | ---------- | ------------ |
| 1  | Ambler       | Ignacy     | 23.09.1920   |
| 2  | Domański     | Stanisław  | 1920         |
| 3  | Dziuk        | Konstanty  | 12.07.1920   |
| 4  | Gwiazda      | Stanisław  | brak danych  |
| 5  | Kłoski       | Franciszek | 17.10.1920   |
| 6  | Kowalski     | Stanisław  | 1920         |
| 7  | Laskowski    | Stefan     | 30.09.1920   |
| 8  | Nowak        | Wincenty   | 1943         |
| 9  | Nowakowski   | Adam       | 11.03.1920   |
| 10 | Pietrusiak   | Antoni     | 18.03.1920   |
| 11 | Poświatowski | Władysław  | 17.01.1920   |
| 12 | Walowski     | Wacław     | brak danych  |
| 13 | Żukowski     | Stanisław  | 22.09.1939   |

## Ważniejsze osobistości spoczywające na cmentarzu
Na cmentarzu parafialnym znajdują się groby znanych osób, w tym m.in.:
- Józefa Gajewskiego (1948–2010), samorządowca oraz prezydenta Suwałk w latach 1981–1987 i 2002–2010[18].
- Jana Kaszuby (1937–2003), nauczyciela i działacza państwowego, prezydenta Suwałk w latach 1975–1981[18].
- Teofila Noniewicza (1851–1928), suwalskiego lekarza i społecznika, współzałożyciela i działacza suwalskiego Lekarskiego Towarzystwa Naukowego, Towarzystwa Ochotniczej Straży Ogniowej w Suwałkach oraz Chrześcijańskiego Towarzystwa Dobroczynności w Suwałkach[18].
- Edwarda Szczepanika (1915–2005), ekonomisty i ostatniego premiera Rządu Polskiego na uchodźstwie.
- Jana Schmidta (1873–1928), organizatora Tymczasowej Rady Obywatelskiej Okręgu Suwalskiego i prezydenta Suwałk w latach 1923–1927[18].
- ks. Jerzego Zawadzkiego (1950–2007), duchownego katolickiego, działacza społecznego i charytatywnego, nazywanego "Pasterzem suwalskiej biedoty", inicjatora powstania pierwszej w Polsce szkoły podstawowej dla dzieci romskich.
- ks. Kazimierza Hamerszmita (1916–1996), duchownego katolickiego, więźnia Dachau[19]